# Rimac Concept One
La Rimac Concept One è una vettura sportiva elettrica prodotta dalla casa automobilistica croata Rimac Automobili dal 2013 al 2016.

## Profilo e contesto
È stata presentata nel 2012 e la produzione è iniziata nel 2013 con la prima consegna avvenuta a un acquirente spagnolo.
Fino all'ottobre 2014 ne sono stati costruiti 8 esemplari, ma attualmente ne esistono effettivamente solo 7, in quanto il presentatore televisivo ed esperto di auto Richard Hammond ha avuto un incidente mentre ne guidava una nei pressi di Hemberg il 12 giugno 2017, durante le riprese di The Grand Tour, distruggendola e facendole prendere fuoco.
La casa produttrice dichiara per l'autovettura un'accelerazione da 0 a 100 km/h in 2,6 secondi, una potenza di 1088 CV, una velocità massima di 355 km/h e una coppia motrice di 1600 Nm.